# فوتبال تکاملی حرفه‌ای ۲۰۱۰
فوتبال تکاملی حرفه‌ای ۲۰۱۰ (به انگلیسی: Pro Evolution Soccer 2010) (اختصاری PES 2010)، یک بازی سبک ورزشی از سری فوتبال تکاملی حرفه‌ای که توسط کونامی ساخته شده و در سال ۲۰۰۹ توسط شرکت کونامی برای ویندوز، پلی‌استیشن ۳، پلی‌استیشن ۲، پلی‌استیشن همراه، ایکس‌باکس ۳۶۰ و تلفن همراه در تاریخ ۱۹ اکتبر ۲۰۰۹ منتشر شد.

## پوند به بیرون
- سایت رسمی
- جزئیات فوتبال تکاملی حرفه‌ای ۲۰۱۰ در IGN  بایگانی‌شده  در ۱۱ آوریل ۲۰۰۹ توسط Wayback Machine